# Cazale
Cazale, ou Casale, est un village de la commune de Cabaret situé dans l'Arrondissement d'Arcahaie, dans le département de l'Ouest d'Haïti.
Cazale est situé dans une région montagneuse à environ de Port-au-Prince, la capitale. Il s'agit du principal centre de population de la communauté polonaise d'Haïti, familièrement appelée La Pologne. Le nom Cazale peut provenir de kay Zalewski, qui signifie « la maison de Zalewski » (un patronyme polonais courant). Le village est peuplé de descendants de soldats polonais envoyés par Napoléon en 1802,.